# Krasni Oktiabr (Krymsk, Krasnodar)
Krasni Oktiabr (del ruso: Красный Октябрь) es un jútor del raión de Krymsk del krai de Krasnodar, en Rusia. Está situado en la confluencia del río Nepil en el río Adagum, afluente por la izquierda del río Kubán, en las inmediaciones de su delta, 22 km al noroeste de Krymsk y 94 km al oeste de Krasnodar. Tenía 293 habitantes en 2010
Pertenece al municipio Keslerovskoye.